# 코치스군 카우보이스

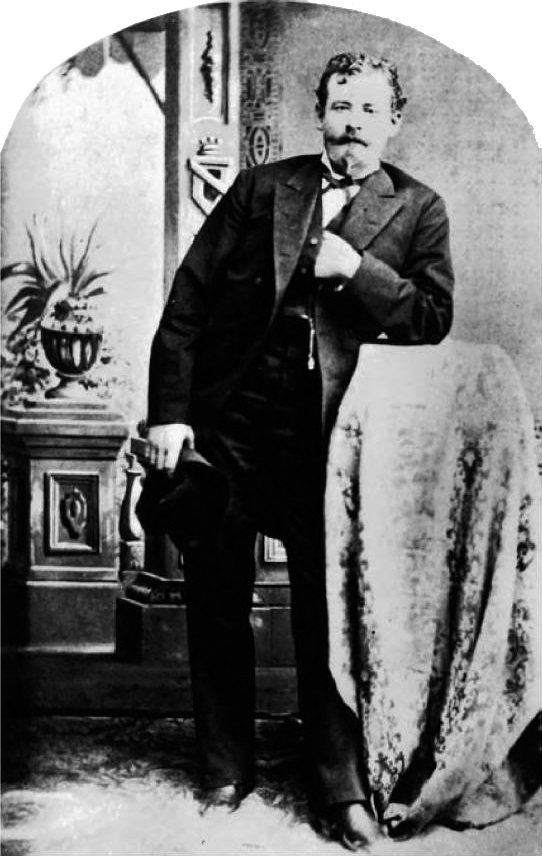
이케 클랜튼.

코치스 군 카우보이스(Cochise County Cowboys)는 19세기 말 애리조나 준주 피마 군과 코치스 군에서 활동한 무법자 카우보이들의 집단이다. 이들은 멕시코 국경을 넘어가 소도둑질을 해오고 훔친 소떼를 미국으로 몰고 와 팔아먹곤 했다.
멕시코 정부가 관세를 인하하고 국경에 요새를 증축하자 미-멕 국경 간 소도둑질 및 밀수행위는 다소 잦아들었다. 그러자 카우보이들은 미국 내에서 소도둑질을 하고 부도덕한 정육업자들에게 팔아 이득을 챙겼다. 역마차 습격이나 금고 강탈을 벌이기도 했으며, 때로는 사람도 죽였다.
현대 미디어, 예컨대 영화 《툼스톤》 같은 것에서는 카우보이스를 조직정인 갱 집단처럼 묘사하곤 한다. 하지만 카우보이스는 사실 서로 지인 관계인 200 ~ 300 여 명의 카우보이들이 느슨하게 묶여 있는 조직이었다. 이들은 각자의 범죄를 서로 도와주면서 상부상조했다. 이들의 악명은 1881년 10월 26일 O.K. 목장의 결투 사건으로 널리 알려지게 되었다.